# Arbat-e Sofla
Arbat-e Sofla – wieś w Iranie, w ostanie Azerbejdżan Zachodni, w szahrestanie Mijandoab. W 2006 roku liczyła 188 mieszkańców.